# Deadpool (film)
Deadpool je americký superhrdinský film z roku 2016, založený na komiksových příbězích vydávaných nakladatelstvím Marvel Comics. Film produkovala a distribuovala společnost 20th Century Fox. Jedná se již o osmý díl z filmové série X-Men. Režie se chopil debutující Tim Miller. V titulní roli se objevil Ryan Reynolds, který si svou roli v určitém smyslu zopakoval po snímku X-Men Origins: Wolverine (2009). Film měl premiéru v únoru 2016. I přes obdržený rating R (přístupnost od 15 let) se stal komerčním úspěchem a ihned bylo oznámeno zahájení prací na sequelu.

## Děj
Film vypráví o pomstě jednoho nájemného zabijáka jménem Wade Wilson. Wade začal chodit s prostitutkou Vanessou, se kterou se seznámil při sexu. Wade a Vanessa se chtěli vzít, to ale přerušila diagnóza rakoviny Wadeových plic. Wade se seznámí s agentem Smithem a ten mu navrhne, že by ho dokázal vyléčit a částečně i vylepšit. Wade na to kývne a odejde od Vanessy. Když ho spoutají, odvezou ho do laboratoře, kde se seznámí s anglánem Francisem, který mu vysvětlí, že z něho udělají super vojáka pomocí zbraně X. Wadea tam začnou mučit, dokud se mu nespustí mutace a on se přemění ve zrůdu, co vypadá jako Fredy Cruger, co dopadl na plastickou mapu Utahu. Sice vypadá děsně, ale získal úžasné schopnosti. Je nesmrtelný, dokáže se rychle regenerovat a má rychlejší reflexy. Wade se zachrání před požárem, který mu pomohl k útěku. Všichni si mysleli, že je mrtvý. Wade si proto vymyslel alterego jménem Deadpool. Začal kosit všechny lidi, dokud se mu Francis neukáže.

## Obsazení
- Ryan Reynolds jako Wade Wilson / Deadpool
- Morena Baccarin jako Vanessa Carlysle
- Ed Skrein jako Francis Freeman / Ajax
- T. J. Miller jako Weasel
- Gina Carano jako Angel Dust
- Brianna Hildebrand jako Negasonic Teenage Warhead
- Stefan Kapičić daboval Piotra Rasputina / Colossa
- Leslie Uggams jako Blind Al
- Jed Rees
- Stan Lee (cameo)
- Rob Liefeld (cameo)

## Přijetí

### Tržby
Snímek ihned po uvedení do kin trhal rekordy. Po prvním víkendu jich zlomil jedenáct, včetně nejúspěšnějšího otevíracího dne a víkendu za únor, a nejúspěšnějšího otevíracího víkendu pro film s ratingem R. Snímek v USA za první víkend utržil 132 milionů dolarů, a to při rozpočtu pouhých 58 milionů dolarů. Po druhém víkendu se Deadpool stal v USA nejziskovějším filmem ze série o X-Men, a celosvětově druhým. Po deseti dnech v distribuci utržil 491 894 887 dolarů.

### Recenze
Snímek se od kritiků dočkal převážně pozitivních reakcí. Server Rotten Tomatoes udělil filmu na základě 214 recenzí (z toho 180 kladných) hodnocení 84 %. Server Metacritic ohodnotil snímek 65 body ze 100 možných, přičemž výsledná hodnota byla vypočítána ze 49 recenzí. Podle shrnutí 28 českých recenzí udělil server Kinobox.cz filmu 79 %.

### Nominace a ocenění
| Rok  | Ocenění                                   | Kategorie                                                            | Nominovaný                                         | Výsledek  |
| ---- | ----------------------------------------- | -------------------------------------------------------------------- | -------------------------------------------------- | --------- |
| 2016 | Critics' Choice Awards                    | Nejlepší komedie                                                     | Deadpool                                           | vítězství |
| 2016 | Critics' Choice Awards                    | Nejlepší herec (komedie)                                             | Ryan Reynolds                                      | vítězství |
| 2016 | Critics' Choice Awards                    | Nejlepší herec (akční film)                                          | Ryan Reynolds                                      | nominace  |
| 2016 | Critics' Choice Awards                    | Nejlepší akční film                                                  | Deadpool                                           | nominace  |
| 2016 | Golden Trailer Awards                     | Nejlepší akční trailer                                               | "DOM TRLR E: Power Red Online"                     | vítězství |
| 2016 | Golden Trailer Awards                     | Nejlepší hudba                                                       | "Trailer B – Power Red"                            | vítězství |
| 2016 | Golden Trailer Awards                     | Nejoriginálnější                                                     | "Trailer B – Power Red"                            | nominace  |
| 2016 | Golden Trailer Awards                     | Nejlepší komediální televizní spot                                   | "Night"                                            | nominace  |
| 2016 | Golden Trailer Awards                     | Nejlepší virální video jako kampaň pro film                          | "The Gift of Deadpool"                             | nominace  |
| 2016 | Golden Trailer Awards                     | Nejlepší inovativní reklama pro značku/produkt                       | "Get Harder"                                       | nominace  |
| 2016 | Filmové ceny MTV                          | Nejlepší komediální vystoupení                                       | Ryan Reynolds                                      | vítězství |
| 2016 | Filmové ceny MTV                          | Nejlepší souboj                                                      | Ryan Reynolds vs. Ed Skrein                        | vítězství |
| 2016 | Filmové ceny MTV                          | Nejlepší film                                                        | Deadpool                                           | nominace  |
| 2016 | Filmové ceny MTV                          | Nejlepší herec                                                       | Ryan Reynolds                                      | nominace  |
| 2016 | Filmové ceny MTV                          | Nejlepší akční vystoupení                                            | Ryan Reynolds                                      | nominace  |
| 2016 | Filmové ceny MTV                          | Nejlepší herečka                                                     | Morena Baccarin                                    | nominace  |
| 2016 | Filmové ceny MTV                          | Nejlepší polibek                                                     | Morena Baccarin a Ryan Reynolds                    | nominace  |
| 2016 | Filmové ceny MTV                          | Nejlepší zloduch                                                     | Ed Skrein                                          | nominace  |
| 2016 | San Diego Film Critics Society            | Nejlepší herec (komedie)                                             | Ryan Reynolds                                      | nominace  |
| 2016 | Satellite Awards                          | Nejlepší vizuální efekty                                             | Deadpool                                           | nominace  |
| 2016 | St. Louis Film Critics Association Awards | nejlepší akční film                                                  |                                                    | nominace  |
| 2016 | St. Louis Film Critics Association Awards | nejlepší komedie                                                     |                                                    | nominace  |
| 2016 | St. Louis Film Critics Association Awards | nejlepší scéna                                                       |                                                    | nominace  |
| 2016 | Teen Choice Awards                        | Nejlepší akční film                                                  |                                                    | vítězství |
| 2016 | Teen Choice Awards                        | Nejlepší hysterický záchvat                                          | Ryan Reynolds                                      | vítězství |
| 2016 | Teen Choice Awards                        | Nejlepší herec (akční film)                                          | Ryan Reynolds                                      | nominace  |
| 2016 | Teen Choice Awards                        | Nejlepší herečka (akční film)                                        | Morena Baccarin                                    | nominace  |
| 2016 | Teen Choice Awards                        | Nejlepší filmový zloduch                                             | Ed Skrein                                          | nominace  |
| 2016 | Teen Choice Awards                        | Objev roku ve filmu                                                  | Brianna Hildebrand                                 | nominace  |
| 2017 | American Cinema Editors Awards            | nejlepší střih - film (komedie/muzikál)                              | Julian Clark                                       | nominace  |
| 2017 | Casting Society of America Artios Awards  | nejlepší castingový režisér – velkorozpočtový film (komedie/muzikál) | Ronna Kress, Jennifer Page, Corinne Clark          | nominace  |
| 2017 | Cena Saturn                               | nejlepší film inspirovaný komiksem                                   |                                                    | nominace  |
| 2017 | Cena Saturn                               | nejlepší filmový herec                                               | Ryan Reynolds                                      | vítězství |
| 2017 | Cena Saturn                               | nejlepší filmový scénář                                              | Rhett Reese a Paul Wernick                         | nominace  |
| 2017 | Directors Guild of America Awards         | nejlepší režie – první film                                          | Tim Miller                                         | nominace  |
| 2017 | People's Choice Awards                    | Nejlepší film                                                        | Deadpool                                           | nominace  |
| 2017 | People's Choice Awards                    | Nejlepší akční film                                                  | Deadpool                                           | vítězství |
| 2017 | People's Choice Awards                    | Nejlepší filmový herec                                               | Ryan Reynolds                                      | vítězství |
| 2017 | People's Choice Awards                    | Nejlepší herec (akční film)                                          | Ryan Reynolds                                      | nominace  |
| 2017 | Producers Guild of America Awards         | nejlepší producent (film)                                            | Simon Kinberg, Ryan Reynolds, Lauren Shuler Donner | nominace  |
| 2017 | Writers Guild of America Awards           | nejlepší adaptovaný scénář                                           | Rhett Reese a Paul Wernick                         | nominace  |
| 2017 | Zlatý glóbus                              | Nejlepší film (muzikál nebo komedie)                                 | Deadpool                                           | nominace  |
| 2017 | Zlatý glóbus                              | Nejlepší herec (muzikál nebo komedie)                                | Ryan Reynolds                                      | nominace  |